# Grażyna Gęsicka
Grażyna Gęsicka, född 13 december 1951 i Warszawa, död 10 april 2010 i Smolensk, var en polsk sociolog och politiker. Hon var minister för regional utveckling 2005–2007 och gruppledare för partiet Lag och rättvisa i Polens parlament från 6 januari 2010 fram till sin död.
Gęsicka studerade sociologi vid Universitetet i Warszawa. Hon avlade 1974 sin grundexamen och 1985 doktorsexamen.
Gęsicka tillträdde som minister 31 oktober 2005. Hon efterträddes 2007 av Elżbieta Bieńkowska. Gęsicka blev invald i sejmen år 2007. Hon efterträdde 2010 Przemysław Gosiewski som gruppordförande (przewodniczący klubu parlamentarnego). Hon var ordförande för gruppen som omfattar partiets parlamentariker från både sejmen och senaten. Gęsicka omkom i flygolyckan i Smolensk.